# Горско-еврейский язык
Горско-еврейский (джуури, джухури) (самоназв.: cuhuri / джугьури / ז'אוּהאוּראִ) — диалект татского языка и родной язык горских евреев Восточного Кавказа, особенно Азербайджана и Дагестана, а также Кабардино-Балкарии.
В литературе встречается название еврейско-татский язык.

## Общая характеристика
Еврейский диалект («джуури», или «джухури») татского языка формировался аналогично другим еврейским языкам — идишу, лади́но, киврули и т. п.
За долгое время культурной изолированности диалект горских евреев претерпел значительные изменения, и взаимопонимание между носителями собственно татского и еврейско-горского языка диалекта не исключено полностью, но затруднено.
Лексика насыщена заимствованиями из арамейского и древнееврейского языков. Распространён в северных районах Азербайджана (г. Губа), в районе г. Дербента (Южный Дагестан, Россия), а также в Нальчике, Москве и некоторых других городах России.
Значительная часть носителей языка проживает в Израиле, а кроме того в США, Канаде, Германии и др.
Письменность до 1929 года на основе еврейского алфавита, с 1929 года — латинского, а в 1938 году официально принят кириллический алфавит.
С обретением письменности язык джуури не приобрёл собственного научного названия и официально продолжал именоваться «татским языком».
В соответствии с Конституцией Республики Дагестан от 1994 г. язык или диалект горских евреев под названием «татский язык» признан одним из литературных языков республики, где преподаётся как предмет в начальной и средней школе; ограниченно издаётся учебная и художественная литература, газета «Ватан».
Тем не менее диалект имеет тенденцию к сокращению числа говорящих, как в связи с эмиграцией евреев в Израиль, так и с постепенным переходом горских евреев на другие языки (русский язык в Дагестане, азербайджанский и русский в Азербайджане, иврит в Израиле и т. д.).
В настоящее время горско-еврейский язык распространён в районе городов Хачмаз, Гусар (город), Губа (Азербайджан), в Дербенте и некоторых других населённых пунктах Дагестана. В Махачкале выходит на русском и горско-еврейском языках двуязычная газета "Ватан". Ряд материалов по изучению языка, уроках джуури и об активистах, стремящихся его сохранить для будущих поколений, собрана на русскоязычном сайте горско-еврейской организации СТМЭГИ.
Большинство говорящих на джуури ныне проживает в Израиле. Есть носители языка также в США, Канаде, Германии.
Практически все говорящие на джуури владеют и другими языками стран проживания. Общее число носителей в начале XXI века составило около 100 тысяч человек.
Язык относится к иранским, он принадлежит к западной подгруппе иранских языков индоевропейской семьи.
На близкородственном горско-еврейскому языку говорят таты-мусульмане Азербайджана, носители собственно татского языка.
При этом официально два языка считались одним, и до недавнего времени горско-еврейский язык не учитывался самостоятельно в переписях населения. Слово джуури буквально переводится как «еврейский». Горско-еврейский имеет семитские (ивритские/арамейские/арабские) элементы на всех языковых уровнях.
Например, в языке есть звук из иврита аин (ע), отсутствующий в соседних кавказских языках.
Горско-еврейскому языку грозит серьезная опасность исчезновения и был классифицирован как «безусловно находящийся под угрозой исчезновения язык». ЮНЕСКО включила его в «Атлас вымирающих языков» .

## Фонология

### Гласные
|                         | Передние      | Передние    | Ненапряжённые | Среднего | Задние |
|                         | Неуглублённые | Округлённые | Ненапряжённые | Среднего | Задние |
| ----------------------- | ------------- | ----------- | ------------- | -------- | ------ |
| Верхние и Ненапряжённые | i             | y           | ɪ             |          | u      |
| Средние                 | ɛ             |             |               |          | o      |
| Нижнего                 | æ             |             |               | a        |        |

### Согласные
|                      | Губно-губные | Губно-губные | Губно-зубные | Губно-зубные | Зубные | Зубные | Альвеолярные | Альвеолярные | Постальвеолярные | Постальвеолярные | Палатальные | Палатальные | Велярные | Велярные | Увуларные | Увуларные | Фарингальные | Фарингальные | Глоттальные | Глоттальные |
| -------------------- | ------------ | ------------ | ------------ | ------------ | ------ | ------ | ------------ | ------------ | ---------------- | ---------------- | ----------- | ----------- | -------- | -------- | --------- | --------- | ------------ | ------------ | ----------- | ----------- |
| Взрывные и аффрикаты | p            | b            |              |              | t      | d      |              |              | t͡ʃ               | d͡ʒ               |             |             | k        | ɡ        | ɢ         | ɢ         |              |              |             |             |
| Носовые              | m            | m            |              |              | n      | n      |              |              |                  |                  |             |             |          |          |           |           |              |              |             |             |
| Фрикативные          |              |              | f            | v            | s      | z      |              |              | ʃ                | ʃ                |             |             |          |          | χ         | χ         | ħ            | ħ            | h           | h           |
| Аппроксиманты        |              |              |              |              |        |        | l            | l            |                  |                  | j           | j           |          |          |           |           | ʕ            | ʕ            |             |             |
| Одноударные          |              |              |              |              |        |        | ɾ            | ɾ            |                  |                  |             |             |          |          |           |           |              |              |             |             |

## Алфавит
В начале XX века горско-еврейский язык джуури начал использовать еврейское письмо. С 1920-х годов была введена латиница, а в 1938 году она была заменена на кириллицу. В последнее время еврейский алфавит пользуется популярностью вновь и применяется наряду с кириллицей, главным образом в Израиле.
| Латиница         | Aa | Bb | Çç | Cc   | Dd | Ee | Əə | Ff | Gg | Hh   | Ḩḩ   | Ħћ   | Ii | Jj | Kk | Ll | Mm | Nn | Oo | Pp | Qq   | Rr | Ss | Şş | Tt | Uu | Vv | Xx | Yy   | Zz |
| Кириллица        | Аа | Бб | Чч | Дждж | Дд | Её | Ээ | Фф | Гг | Гьгь | ГӀгӀ | Хьхь | Ии | Йй | Кк | Лл | Мм | Нн | Оо | Пп | Гъгъ | Рр | Сс | Шш | Тт | Уу | Вв | Хх | Уьуь | Зз |
| Еврейское письмо | אַ  | בּ  | 'צ | 'ג   | ד  | אי | א  | פ  | ג  | ה    | ע    | ח    | אִ  | י  | כּ  | ל  | מ  | נ  | אָ  | פּ  | ק    | ר  | ס  | ש  | ת  | אוּ | ב  | כ  | או   | ז  |

## Влияние других языков и этимология
Горско-еврейский является западным иранским языком (как и современный персидский) и гораздо более тесно связан с современным персидским, чем большинство других иранских языков, распространённых на Кавказе (талышский, осетинский). Однако он имеет следы влияния и других языков:
Средневекового персидского: послелоги используются преимущественно вместо предлогов. Например, в современном персидском: باز او => Juhuri: æ uræ-voz —«с ним».
Арабского: как и в современном персидском, значительная часть словаря арабского происхождения. В отличие от современных персидских, горско-еврейский язык имеет почти повсеместно сохранённый фарингальный согласный звук увулярный фонемы в арабском, например: [ʕæsæl] — «мёд» (араб. عسل‎), [sæbæħ] — «утро» (араб. صباح‎).
Иврита: Как и другие еврейские диалекты, язык также имеет много заимствованных из иврита слов, например /ʃulħon/ — «стол», (ивр. שולחן‎), /mozol/ — «удача» (ивр. מַזָל‎), /ʕoʃiɾ/ — «богатый» (ивр. עָשִׁיר‎). Древнееврейские слова, как правило, присутствуют в фонетическом оформлении, принятом у восточных евреев (мизрахим). Примеры: ח и ע произносятся фарингально (например, араб. ح, ع соответственно); ק произносится как звонкий увулярный аффрикат (как в персидском ق / غ). Классический иврит /v/(ו) и /aa/ (kamatz), однако, как правило, произносится как /v/ и /о/ соответственно (по аналогии с персидской/ашкеназской традиции, но в отличие от иракской традиции, которая сохраняет /w/ и /aa/).
Азербайджанского: гармония гласных и много заимствованных слов.
Русского: заимствованные слова, принятые после завоевания Российской империей Дагестана и Азербайджана, а также советизмы и некоторая терминология.
Северокавказских языков: например, /tʃuklæ/ — «малого» (возможно, того же происхождения, что и средневековое кавказское название города «Сера-Чук», упомянутое Ибн Баттута, что означает «маленький Сера»).
Другая общая фонология/морфология, изменённая от классического персидского/арабского/иврита:
- /aa/ => /о/, / æ /, или /u/ например: /kitob/ — «книга» (араб. كتاب‎), /ɾæħ/ — «дорога, путь» (перс. راه‎), /gurbu/ — «жертву» (араб. كوربان‎ или арам. qurbaan);
- /o/ => /u/, например, /ovʃolum/ «Авшалом» (ивр. אבשלום‎);
- /u/ => /ü/, особенно под влиянием гармонии гласных;
- Ударение на конечный слог слова;
- Сбрасывание финала /n/, например, /soχtæ/ — «сделать» (перс. ساختن‎).

## Диалекты
Горско-еврейский язык делится на диалекты:
- Губинский диалект
- Дербентский диалект
- Кайтагский диалект
- Варташенский, но он на данный момент является вымершим[7]. По другим данным, носителями данного диалекта являются порядка 250—300 человек, проживающих, в основном, в Израиле, Москве, Грузии и Германии.